# زلاتان بايراموفيتش
زلاتان بايراموفيتش (مواليد 12 أغسطس 1979 في همبورغ - ألمانيا الغربية) لاعب كرة قدم بوسني يلعب حاليا لصالح نادي الدرجة الأولى آينتراخت فرانكفورت الألماني منذ 2008 في مركز الوسط المحوري .

## روابط خارجية
- زلاتان بايراموفيتش على موقع الاتحاد الدولي (مؤرشف)  (الإنجليزية)
- زلاتان بايراموفيتش على موقع الاتحاد الأوربي (الإنجليزية)
- زلاتان بايراموفيتش على موقع قاعدة بيانات كرة القدم.إي يو (الإنجليزية)
- زلاتان بايراموفيتش على موقع بيانات كرة القدم. دي إي (الألمانية)
- زلاتان بايراموفيتش على موقع ناشيونال فوتبول تيمز (الإنجليزية)
- زلاتان بايراموفيتش على موقع Soccerway.com (الإنجليزية)
- زلاتان بايراموفيتش على موقع عالم كرة القدم.نت (الإنجليزية)
- زلاتان بايراموفيتش على موقع كووورة